# Cadillactica
Albums de Big K.R.I.T.
See Me on Top IV
(2014)
Singles
1. Pay Attention
Sortie : 28 juillet 2014
2. Cadillactica
Sortie : 14 octobre 2014
3. Soul Food
Sortie : 28 octobre 2014

Cadillactica est le deuxième album studio de Big K.R.I.T., sorti le 10 novembre 2014.

## Liste des titres
| No  | Titre                                                                                         | Auteur                                                                          | Durée |
| --- | --------------------------------------------------------------------------------------------- | ------------------------------------------------------------------------------- | ----- |
| 1.  | Kreation (Intro) (Produit par Big K.R.I.T.)                                                   | Justin Scott                                                                    | 3:20  |
| 2.  | Life (Produit par Big K.R.I.T.)                                                               | J. Scott                                                                        | 3:30  |
| 3.  | My Sub Pt. 3 (Big Bang) (Produit par Big K.R.I.T.)                                            | J. Scott                                                                        | 3:11  |
| 4.  | Cadillactica (Produit par DJ Dahi et DJ Khalil)                                               | J. Scott, Dacoury Natche, Khalil Abdul-Rahman                                   | 4:28  |
| 5.  | Soul Food (featuring Raphael Saadiq – Produit par Raphael Saadiq)                             | J. Scott, Raphael Saadiq, M. Summers                                            | 3:48  |
| 6.  | Pay Attention (featuring Rico Love – Produit par Jim Jonsin, Finatik & Zac et Rico Love)      | J. Scott, James Scheffer, Michael Mule, Isaac Deboni, Michael Berman, Rico Love | 4:10  |
| 7.  | King of the South (Produit par Big K.R.I.T.)                                                  | J. Scott                                                                        | 3:32  |
| 8.  | Mind Control (featuring E-40 et Wiz Khalifa – Produit par Big K.R.I.T.)                       | J. Scott, Earl Stevens, Cameron Thomaz                                          | 4:05  |
| 9.  | Standby (Interlude) (Produit par Big K.R.I.T.)                                                | J. Scott                                                                        | 1:39  |
| 10. | Do You Love Me for Real (featuring Mara Hruby – Produit par Big K.R.I.T.)                     | J. Scott, Eddie Harris                                                          | 3:48  |
| 11. | Third Eye (Produit par DJ Dahi)                                                               | J. Scott, D. Natche                                                             | 4:00  |
| 12. | Mo Better Cool (featuring Devin the Dude, Big Sant et Bun B – Produit par Big K.R.I.T.)       | J. Scott, Sauntiago Gathright, Bernard Freeman, Devin Copeland, Barry White     | 4:46  |
| 13. | Angels (Produit par Terrace Martin)                                                           | J. Scott, Terrace Martin                                                        | 3:46  |
| 14. | Saturdays = Celebration (featuring Jamie N Commons – Produit par Big K.R.I.T. et Alex da Kid) | J. Scott, Alexander Grant                                                       | 4:14  |
| 15. | Lost Generation (featuring Lupe Fiasco – Produit par Big K.R.I.T.)                            | J. Scott, Wasulu Jaco                                                           | 3:57  |

| 16. | Mt Olympus (Reprise) (Produit par DJ Dahi)               | J. Scott, D. Natche   | 4:11 |
| 17. | Lac Lac (featuring ASAP Ferg – Produit par Big K.R.I.T.) | J. Scott, D. Ferguson | 5:32 |

| 18. | Let It Show (Produit par DJ Dahi) | J. Scott, D. Natche | 3:02 |